# Evolène
Evolène (frp. Evolena) – miejscowość i gmina (commune) w południowej Szwajcarii, w kantonie Valais, w okręgu (district) Hérens.

## Demografia
W Evolène mieszka 1 665 osób. W 2021 roku 10,3% populacji gminy stanowiły osoby urodzone poza Szwajcarią. 

## Transport
Przez teren gminy przebiega droga główna nr 206.